# Лужевица
Лужевица — деревня в Великоустюгском районе Вологодской области.
Входит в состав Трегубовского сельского поселения, с точки зрения административно-территориального деления — в Трегубовский сельсовет.
Расстояние по автодороге до районного центра Великого Устюга — 29,5 км, до центра муниципального образования Морозовицы — 21,5 км. Ближайшие населённые пункты — Прокопьево, Верхнее Якутино, Скородум.
По данным переписи в 2002 году постоянного населения не было.
В Лужевице родились участники Великой Отечественной войны, Герои Советского Союза Михаил Николаевич Угловский (1911—1943) и Анатолий Ефимович Угловский (1923—1943).